# Station de montagne

Une station de montagne ou ville d'altitude (en Hill station) est un terme utilisé principalement en Asie coloniale, mais aussi en Afrique (bien que rarement), pour désigner des villes situées à une altitude plus élevée que la plaine ou vallée voisines et qui furent fondées par les dirigeants coloniaux européens dans le but premier de préserver les coloniaux de la chaleur de l'été, les températures étant plus fraîches en altitude.
Dans le sous-continent indien, la plupart des stations de montagne étaient situées à une altitude d'environ 1 000 à 2 500 mètres, très rarement en dehors de cette fourchette.

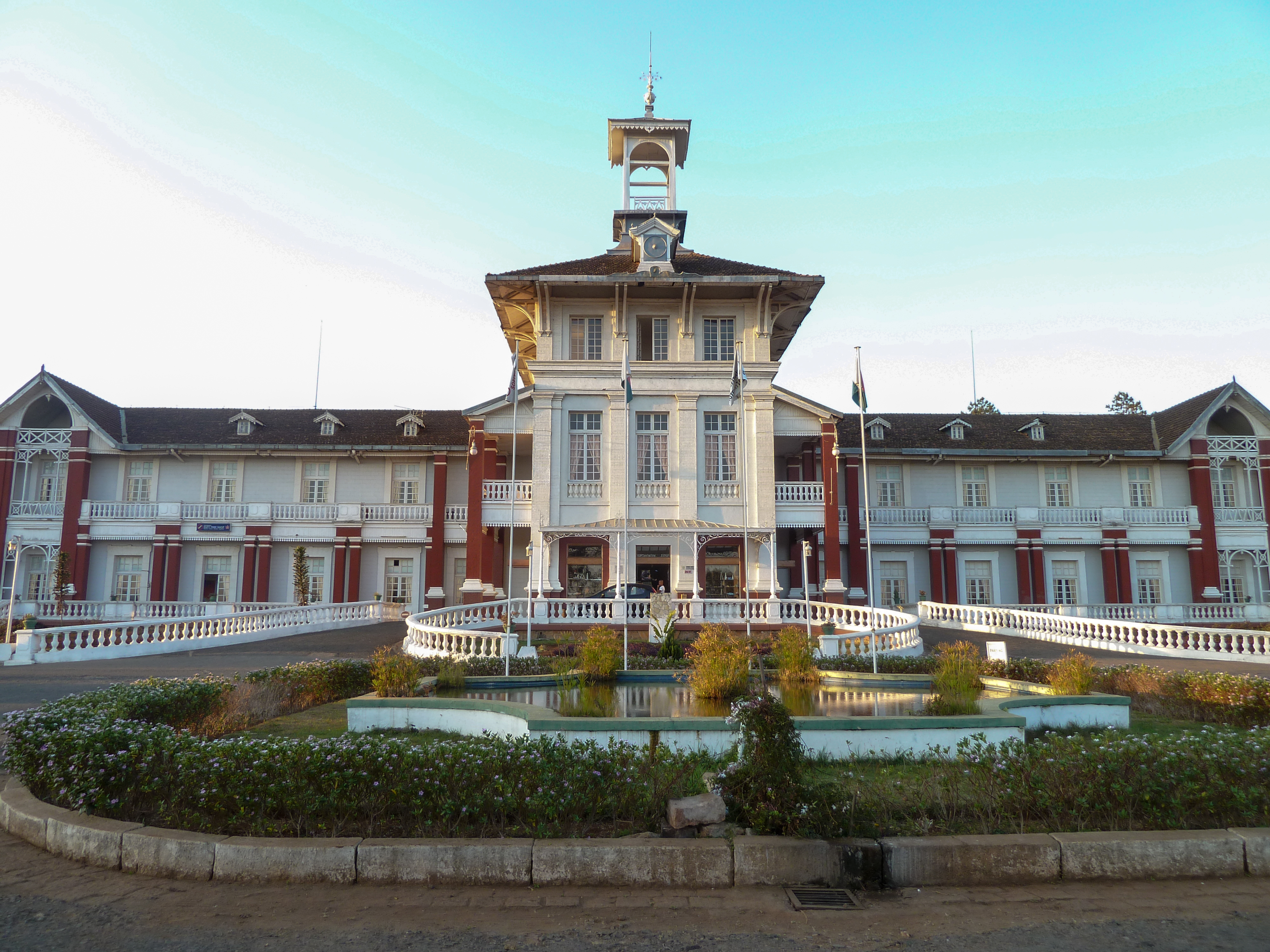
Madagascar : Antsirabe, hôtel des Thermes.

## Sélection dehill stations

### En Afrique

#### Madagascar
- Antsirabe

#### Maroc

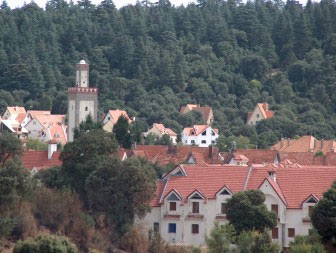
Ifrane, vue générale.

- Ifrane

#### Nigeria
- Jos

### En Asie

#### Bangladesh
- Bandarban
- Jaflong (en)
- Khagrachari
- Maulvi Bazar
- Rangamati
- Sylhet

#### Birmanie
- Pyin U Lwin
- Kalaw
- Pindaya

#### Cambodge
- Bokor

#### Chine
- Guling
- Mont Mogan
- Jigongshan
- Kuliang (zh)

#### Hong Kong

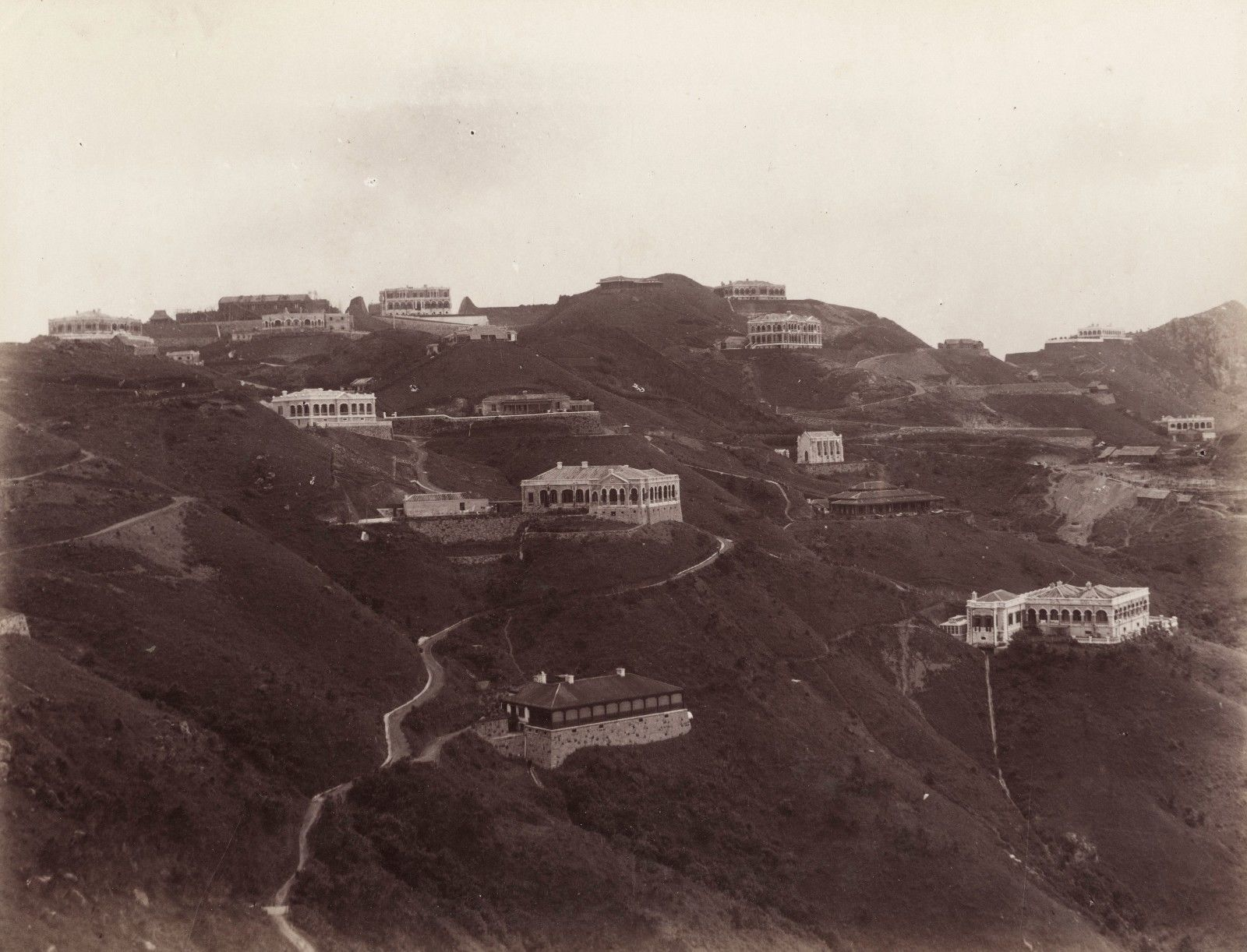
Hong Kong, côté est de l'île, par Lai Afong, c. 1880.

- Victoria Peak

#### Japon
- Karuizawa

#### Inde
Des centaines de hill stations sont situés en Inde, dont les plus populaires sont :
- Araku Valley, Andhra Pradesh
- Chirmiri, Chhattisgarh
- Dalhousie
- Dhanaulti
- Darjeeling, Bengale-Occidental
- Pachmarhi
- Gangtok
- Gulmarg
- Jorhat
- Kangra
- Kasauli
- Khajjiar
- Kodaikanal
- Lonavala - Khandala
- Mahabaleshwar
- Matheran
- Manipal
- Manali
- Mont Abu
- Munnar
- Mussoorie
- Nainital
- Ootacamund ('Ooty')
- Rishikesh
- Shimla

#### Indonésie

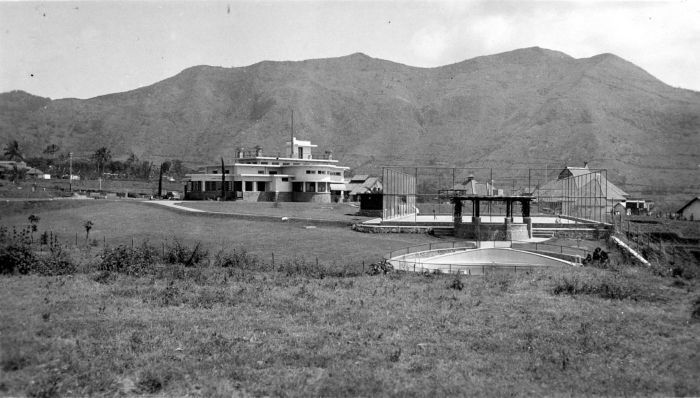
Villa moderne à Batu dans les années 1930.

- Garut au Java occidental
- Puncak au Java occidental
- Batu au Java oriental
- Kaliurang au Java central
- Sukabumi au Java oriental
- Munduk à Bali
- Bedugul à Bali
- Berastagi au Sumatra du Nord

#### Irak
- Shaqlawa
- Amedi
- Rawanduz
- Sulaymaniyah
- Batifa

#### Malaisie
- Cameron Highlands
- Fraser's Hill
- Genting Highlands (fondé après l'indépendance)
- Maxwell Hill
- Penang Hill

#### Népal

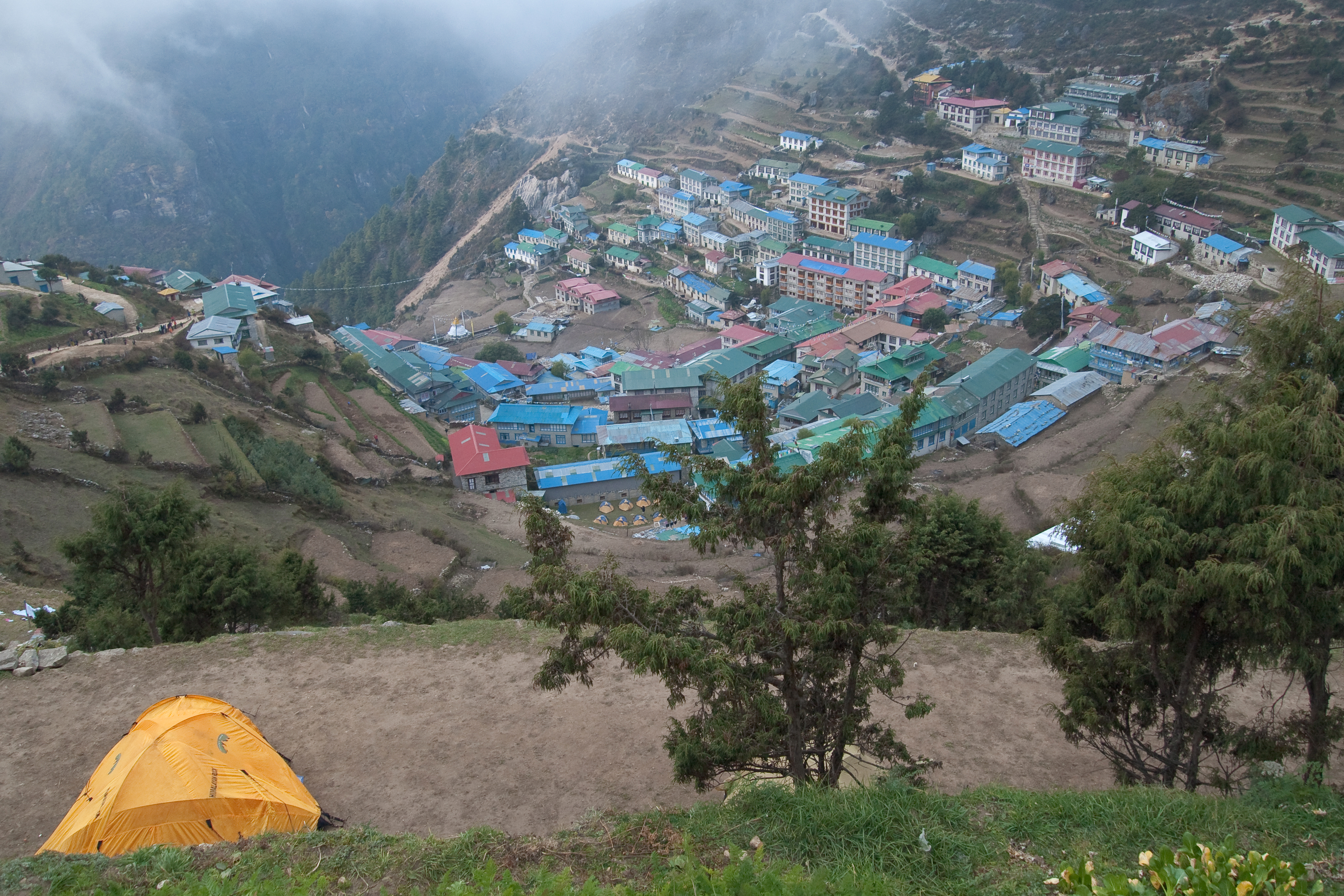
Village de Namche Bazaar au Népal.

- Pokhara
- Namche Bazar
- Bandipur
- Dhulikhel
- Tansen
- Nagarkot
- Gorkha Bazaar
- Daman
- Dharan
- Dhankuta
- Illam
- Lumle
- Kaande
- Sarangkot
- Baglung
- Jomsom
- Dingboche
- Kunde
- Khumjung
- Lukla
- Namche Bazaar
- Tengboche
- Phortse
- Bhimeshwar
- Besisahar
- Sandhikharaka
- Tamghas
- Jomsom
- Thame
- Pangboche
- Phakding
- Simikot
- Dunai

#### Pakistan
- Khyber Pakhtunkhwa :
  - Abbottabad, Behrain, Galyat, Kalam Valley, Malam Jabba, Nathia Gali, Patriata, Shogran, kaghan valley, Chitral
- Punjab :
  - Bhurban, Charra Pani, Murree, Patriata
  - Fort Munro, Dera Ghazi Khan
- Sindh :
  - Gorakh Hill
- Balochistan :
  - Ziarat
- Gilgit-Baltistan :
  - Hunza Valley, Skardu, Astore Valley, Gilgit, Khaplu Valley
- Bado Hill Station

#### Philippines
- Baguio

#### Sri Lanka
- Nuwara Eliya

#### Syrie
- Bloudan
- Masyaf
- Qadmous
- Zabadani
- Madaya

#### Viet Nam
- Da Lat
- Sa Pa
- Tam Đảo
- Bà Nà Hills
- Bạch Mã National Park

### Europe

#### Chypre
- Plátres

#### Turquie
- Ankara

### Océanie

#### Australie
- Mount Macedon